# Natos y Waor
Natos y Waor est un groupe espagnol de hip-hop, originaire de Madrid.

## Histoire
Fernando Hisado (Waor) et Gonzalo Cidre (Natos) se rencontrent en 2010, alors qu'ils assistent à un rap freestyle à Madrid. Ils s'aperçoivent qu'ils avaient des goûts musicaux similaires et décident d'enregistrer leurs premiers morceaux ensemble. Ce n'est qu'en 2011 qu'ils sortent leur premier album, Por la jeta, qui fait sensation dans la capitale espagnole. Leur style est dur et brutal, basé sur leurs expériences dans le quartier et dans les fêtes. C'est cet album qui leur permet de commencer à donner des concerts gratuits dans des squats et fêtes de village notamment.
Lauréats de l'édition 2016 des Premios de la Música Independiente dans la catégorie du « meilleur album » de hip-hop et de musique urbaine avec Martes 13,,. Ils se produisent dans plusieurs salles de concert et festivals tels que Sala Apolo à Barcelone, Zaragoza Ciudad Hip Hop Festival en 2016, Palacio Vistalegre à Madrid et Palacio de Deportes de la Comunidad de Madrid,..
Ils téléchargent leurs œuvres sur la plateforme YouTube, où ils comptent plus de 500 000 000 de vues et près d'un million d'abonnés en 2023.

## Discographie
- 2011 : Por la jeta
- 2012 : Catarsis
- 2012 : Hijos de la ruina
- 2014 : Caja negra
- 2015 : Martes 13[9]
- 2016 : Hijos de la ruina, vol. 2 [10]
- 2018 : Cicatrices[11]
- 2021 : Hijos de la ruina, vol. 3
- 2022 : Luna llena
- 2024 : Mal de amores
- 2026 : Hijos de la ruina, vol. 4

## Distinctions
| Année | Catégorie(s)                       | Nominé                   | Résultat | Réf    |
| ----- | ---------------------------------- | ------------------------ | -------- | ------ |
| 2015  | Meilleur album de hip-hop et urban | Martes 13 - Natos y Waor | Lauréat  | [ 12 ] |

| Année | Catégorie(s)         | Nominé                                             | Résultat   | Réf    |
| ----- | -------------------- | -------------------------------------------------- | ---------- | ------ |
| 2022  | Meilleur album urban | Hijos de la Ruina vol 3- Natos y Waor & Recycled J | Lauréat    | [ 13 ] |
| 2022  | Artiste Odeón urbano | Natos y Waor                                       | Nomination | [ 13 ] |